# Coeficient de conductivitat tèrmica
El coeficient de conductivitat tèrmica és una característica de cada substància i expressa la magnitud de la seva capacitat de conduir la calor. El seu símbol és la lletra grega {\displaystyle \lambda }.
Al Sistema Internacional d'Unitats (SI) es mesura en watt / metre × kelvin (W/(m·K)), en kilocaloria / hora × metre × kelvin (kcal/(h·m·K)), al sistema tècnic i en BTU / hora × peu × Fahrenheit (BTU/(h·ft·°F)), al sistema anglosaxó.
El coeficient de conductivitat tèrmica expressa la quantitat o flux de calor que passa a través de la unitat de superfície d'una mostra del material, d'extensió infinita, cares planoparal·leles i gruix unitat, quan entre les seves cares s'estableix una diferència de temperatures igual a la unitat, en condicions estacionàries.
Aquest coeficient varia amb les condicions del material (humitat que conté, temperatura a la qual es fa la mesura), pel qual es fixen condicions per fer-lo, generalment per material sec i 15 °C (temperatura mitjana de treball dels materials de construcció) i en altres ocasions, 300 K (26,84 °C).

## Alguns valors típics de conductivitat tèrmica (λ{\displaystyle \lambda })
|                | Conductivitat Tèrmica (W·m-1·K-1) |
| -------------- | --------------------------------- |
| Acer           | 47-58                             |
| Aigua          | 0,58                              |
| Aire           | 0,02                              |
| Alcohol        | 0,16                              |
| Alpaca         | 29,1                              |
| Alumini        | 209,3                             |
| Amiant         | 0,04                              |
| Bronze         | 116-186                           |
| Zinc           | 106-140                           |
| Coure          | 372,1-385,2                       |
| Suro           | 0,07                              |
| Estany         | 64,0                              |
| Fibra de vidre | 0,03-0,07                         |
| Glicerina      | 0,29                              |
| Ferro          | 80,2                              |
| Maó            | 0,80                              |
| Maó refractari | 0,47-1,05                         |
| Llautó         | 81-116                            |
| Liti           | 301,2                             |
| Fusta          | 0,13                              |
| Mercuri        | 83,7                              |
| Mica Moscovita | 0,72                              |
| Níquel         | 52,3                              |
| Or             | 308,2                             |
| Parafina       | 0,21                              |
| Argent         | 406,1-418,7                       |
| Plom           | 35,0                              |
| Poliuretà      | 0,018-0,025                       |
| Vidre          | 0,6-1,0                           |